# 凯瑟琳·哈迪
凯瑟琳·哈迪·拉文德（英語：Catherine Hardy Lavender，1930年2月8日—2017年9月8日），美国女子田径运动员。她曾代表美国参加1952年夏季奥林匹克运动会田径比赛，获得女子4×100米接力金牌。